# Silverwing (livre)
Pour les articles homonymes, voir Silverwing.
Silverwing (titre original : Silverwing) est un roman de fantasy écrit par l'écrivain canadien Kenneth Oppel et paru en 1997. Il est le premier de sa série.

## Résumé
Depuis les temps les plus anciens, une loi contraint les chauves-souris à vivre dans l'obscurité, condamnant à mort quiconque oserait regarder le soleil. Mais un jour, Ombre un chauve-souriceau de la colonie des Ailes d'Argent se laisse pousser par la curiosité et transgresse bien malgré lui la loi. Il ne se rend alors pas compte que l'attendent de nombreuses aventures qui changeront à jamais sa vie.

## Adaptation
Ce roman a été adapté en une série télévisée d'animation diffusée sur Télétoon : Silverwing.

## Commentaires
- Ombre est une Chauve-souris argentée, basé sur l'espèce Lasionycteris noctivagans qui se rencontre aux Bermudes, au Canada au Mexique et aux États-Unis ; Marina est une Chauve-souris rousse, basée sur l'espèce Lasiurus borealis qui se rencontre à l'ouest de l'Amérique du Nord et aux Bermudes ; Goth est basé sur l'espèce Vampyrum spectrum.
- Le nom d'Ombre signifie « des ténèbres » et le nom de Marina signifie « de la mer » (elle est restée très longtemps seule sur une ile). Les prénoms de Zéphyr et Chinook sont basés sur les noms de deux esprits associés au vent. Les prénoms de Cassiel et Ariel, les parents d'Ombre, sont basés sur les noms de deux anges de l'Ancien Testament et le prénom de Goth est basé sur gothique. D'autres noms sont basés sur les mythologies gréco-romaine et égyptienne. (p. ex. « Romulus », « Rémus », « Hermès », « Icare », « Isis », etc.) Le nom de Cama Zotz le dieu des Vampyrum spectrum est basé sur un dieu maya du même nom. (Kenneth Oppel écrit ce nom en deux parties dans son œuvre, mais pour ne pas confondre avec le nom original il faut écrire Camazotz)
- Dans la série télévisée éponyme, Goth et Throbb s'adresseront chacun leur tour à Marina en l'appelant « Señorita ». (« Mademoiselle » en espagnol.)